# 阿尔莫纳西德拉谢拉
阿尔莫纳西德拉谢拉，是西班牙阿拉贡自治区萨拉戈萨省的一个市镇。 总面积54平方公里，总人口881人（2001年），人口密度16人/平方公里。